# Ziaby
Ziaby (biał. Зябы; ros. Зябы) – przystanek kolejowy w miejscowości Jazba, w rejonie czaśnickim, w obwodzie witebskim, na Białorusi. Położony jest na linii Orsza - Lepel.